# VIP (osoba)
VIP (ang. Very Important Person – bardzo ważna osoba) – osoba o szczególnym statusie związanym z wykonywaną funkcją lub posiadanym majątkiem.

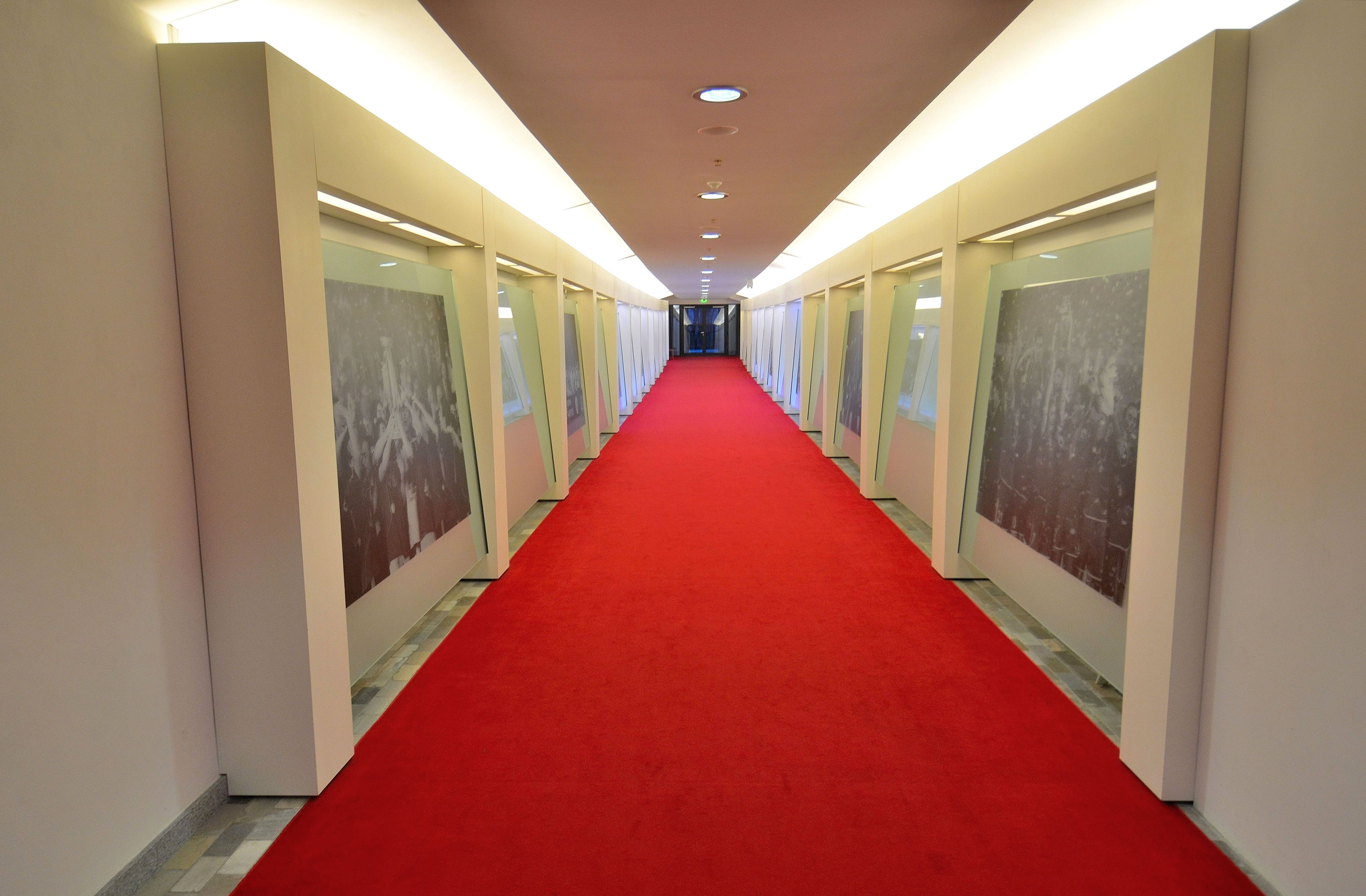
Korytarz VIP na Stadionie Narodowym w Warszawie

Za VIP-ów uznawane są takie osoby jak np. politycy, ważne osobistości dużych korporacji, popularni aktorzy lub piosenkarze.
Termin użyty został po raz pierwszy w Royal Air Force w drugiej połowie lat 40. XX wieku.